# Valeska Höhnel
Valeska Sophie Maria Höhnel (geborene Rosenbaum, später Láska van Oestéren; geboren am 26. Februar 1871 in Berlin; gestorben am 14. Juni 1947 in Wien) war eine deutschsprachige Schriftstellerin. Rainer Maria Rilke schrieb ihr 16 Briefe.

## Leben

### Herkunft und Jugend in Berlin
Valeska stammte aus einer jüdischen Familie. Ihr Vater, Adolph Rosenbaum, war aus Strenze, Kreis Schildberg in der preußischen Provinz Posen, die Mutter Emilie Maria, geborene Fuchs, aus Hamburg. Der Bruder Werner van Oesteren wurde ein erfolgreicher Schriftsteller, außerdem gab es noch eine Schwester. Die Familie lebte in den 1870er Jahren in Berlin und gehörte zur jüdischen Gemeinde.

### Leben in Prag, Veleslavín und Wien
Um 1877 zog die Mutter mit den beiden Kindern nach Österreich-Ungarn, wahrscheinlich nach einer Trennung vom Vater. Der erste Aufenthaltsort ist unbekannt.
In den nächsten Jahren erwarb sie das Barockschloss Veleslavín (Weleslawin) bei Prag. Der Bruder besuchte eine Volksschule in Prag.
Spätestens 1883 wurde der Familienname in Baronin van Oestéren geändert, in diesem Jahr wurden die Geschwister in Wien römisch-katholisch getauft.
Spätestens seit 1891 hatte die Mutter auch eine Wohnung in Wien, auch Valeska hielt sich dort öfter auf.
Um 1895 begegnete sie dem jungen Studenten Rainer Maria Rilke, der einige Male auf dem mütterlichen Schloss Veleslavín zu Gast war, da die Eltern sich kannten. Von 1896 sind 16 Briefe von ihm an  sie erhalten. In diesen schreibt er ihr unter anderem von seinen Vorstellungen eines Dichterbundes von Gleichgesinnten, in den er sie auch mit einbeziehen würde.

### Als Valeska Höhnel in Wien
1909 heiratete Valeska den anerkannten Afrikaforscher Ludwig von Höhnel in Wien. Da der Kaiser über die Heirat seines Flügeladjutanten nicht erfreut war, ließ dieser sich vorzeitig pensionieren und verzichtete auf alle seine Ämter und weitere Expeditionen.
In den 1920er Jahren verarmte das Ehepaar durch die Inflation und erhielt zeitweise finanzielle Unterstützung durch Freunde.
Nach dem Tode des Ehemanns im Jahre 1942 wurde durch aufwändige behördliche Forschungen festgestellt, dass Valeska Höhnel Jüdin war, was zu dieser Zeit unbekannt war. Daraufhin wurde die umfangreiche und wertvolle völkerkundliche Sammlung ihres Ehemanns, deren rechtliche Eigentümerin sie war, beschlagnahmt und an das Völkerkundemuseum in Wien gebracht.
Sie selbst wohnte weiterhin in Wien und starb am 14. Juni 1947 in ihrer Wohnung.

### Publizistisches Schaffen
Von Láska van Oesteren sind einige kurze Erzählungen sowie mehrere Liedtexte für Operetten aus der Zeit um 1894 in Prag erhalten. Außerdem schrieb sie  Feuilletons für die deutschsprachige Tageszeitung Bohemia und weitere Zeitschriften in Prag. Sie war Mitglied im Verein der Künstlerinnen und Schriftstellerinnen in Wien seit 1891. Von ihr ist eine Photographie erhalten.